# 荷尔 (法老)
荷尔（英語：Hor），埃及第十三王朝法老。他命令修缮位于达舒尔的阿蒙涅姆赫特三世的金字塔。其墓位于阿蒙涅姆赫特三世金字塔附近，保存完好。其木乃伊也已被发现,现藏开罗博物馆。